# هارستبرن (کنتاکی)
هارستبوورن (به انگلیسی: Hurstbourne) شهری در ایالت کنتاکی کشور ایالات متحده آمریکا است که جمعیت آن در سرشماری سال ۲۰۱۰ میلادی، ۴٬۲۱۶ نفر بوده‌است.

## نگارخانه

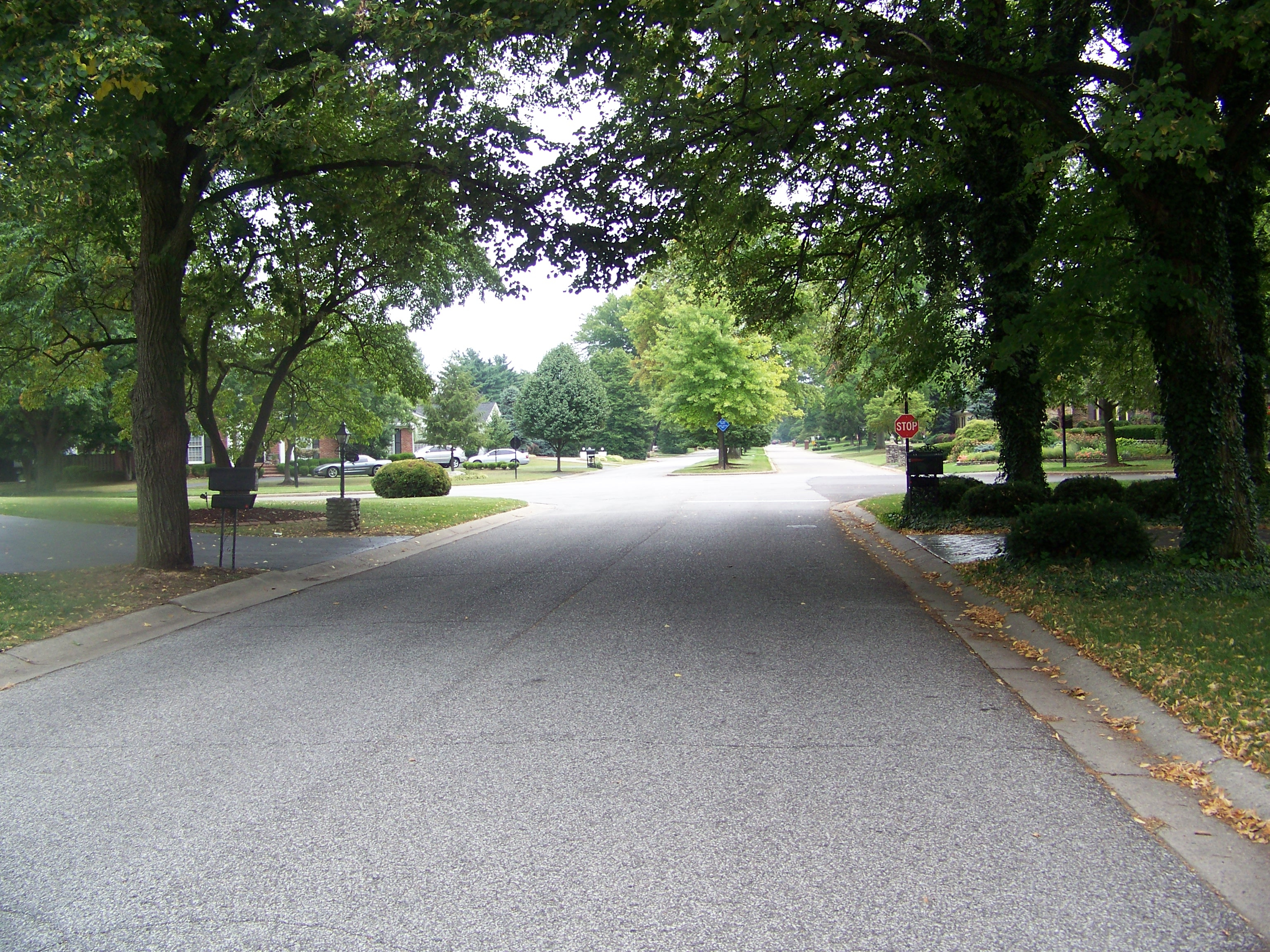
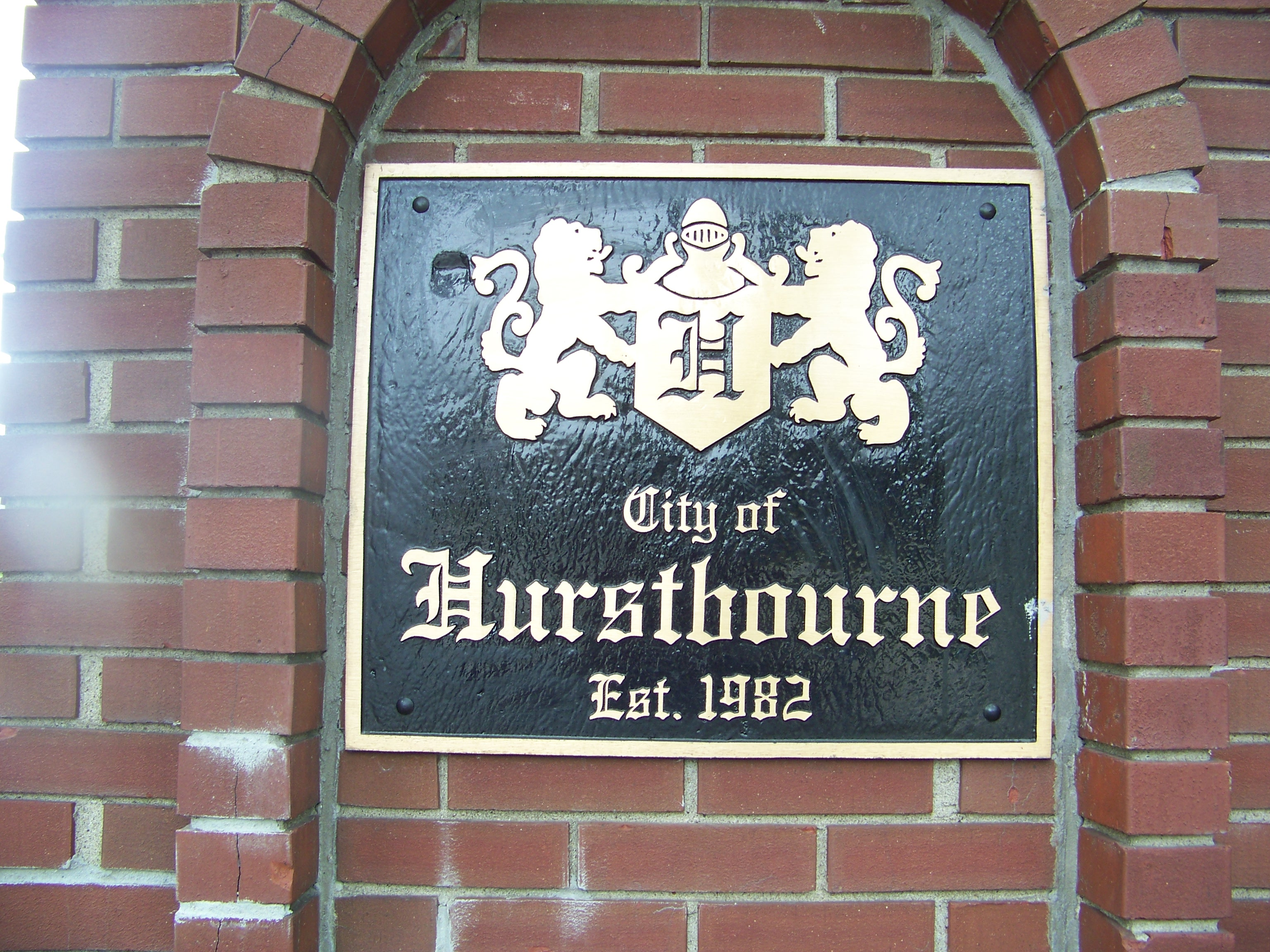
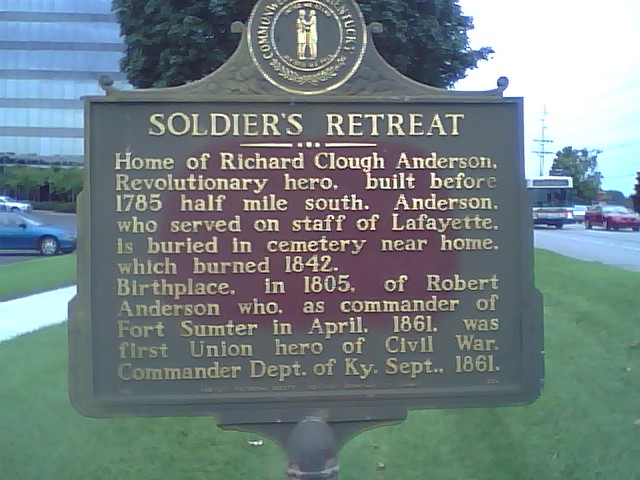